# Mindersbacher Tal
Mindersbacher Tal ist ein mit Verordnung des Regierungspräsidiums Karlsruhe vom 24. Oktober 1985 ausgewiesenes Naturschutzgebiet mit der Nummer 2.085. 

## Lage
Das Naturschutzgebiet befindet sich in den Naturräumen Obere Gäue und Schwarzwald-Randplatten. Es liegt zwischen den Gemeinden Ebhausen und Mindersbach. Das Naturschutzgebiet ist Teil des FFH-Gebiets Nr. 7418-341 Nagolder Heckengäu und wird im Westen und Südosten flankiert vom Landschaftsschutzgebiet Nr. 2.35.037 Nagoldtal.

## Schutzzweck
Laut Verordnung ist der Schutzzweck die Erhaltung eines Wiesentales im geologisch und erdgeschichtlich bedeutsamen Grenzbereich zwischen dem Oberen Buntsandstein des Schwarzwaldes und den Schichten des Muschelkalkes der Oberen Gäue, insbesondere:
- die Erhaltung und Entwicklung der Feuchtgebiete wie Teiche, Wasserläufe, Röhrichte, Aue und Feuchtwiesen mit ihren Gehölzen;
- die Erhaltung und Pflege der Trockenrasen- und Streuobstbestände;
- die Erhaltung, Pflege und Entwicklung der standortgemäßen Laubwaldgesellschaften;
- die Erhaltung und nachhaltige Förderung der an die unterschiedlichen Lebensräume gebundenen, vielfältigen Pflanzen- und Tiergesellschaften mit einer Reihe von gefährdeten Arten.

## Flora und Fauna
Das Schutzgebiet zeichnet sich durch eine Vielfalt an Biotopen aus. Die Feuchtwiesen im Talgrund gehen an den Hängen in Halbtrockenrasen über. In den Halbtrockenrasen sind anzutreffen: Deutscher Fransenenzian, Gewöhnlicher Fransenenzian, Frühlings-Enzian, Silberdistel und Eselsdistel. Unter den Großschmetterlingen fällt der gefährdete Segelfalter auf. In den Feuchtwiesen sind viele besonders geschützte Amphibienarten vorhanden: Feuersalamander, Fadenmolch, Teichmolch, Bergmolch, Gelbbauchunke und Wechselkröte.